# Roszczino
Roszczino (ros. Рoщино) – osiedle typu miejskiego w Rosji, w obwodzie leningradzkim.

## Demografia
W 2010 roku liczyło 14 439 mieszkańców. W 2021 roku liczyło 14 607 mieszkańców.